# Wilmar International
Wilmar International Limited — ведущая азиатская агропромышленная группа, штаб-квартира располагается в Сингапуре. Компания занимает 317 место в списке Fortune Global 500 за 2011 год.

## История
Компания была основана в 1991 году. Изначально деятельность компании акцентировалась на нефтяном секторе и торговле с Китаем.
В 2006 году Wilmar за $4,3 млрд приобрела активы по производству пальмового масла миллиардера Роберта Куока.

## Компания сегодня
Wilmar International владеет более 400 промышленных предприятий в азиатском регионе. Численность персонала составляет около 90 тыс. человек.
Компания также активно работает на африканском континенте, где у неё в управлении находится около 160 тыс. га посевных площадей.